# Мала Мощаниця
Мала́ Мощани́ця — село в Україні, у Рівненському районі Рівненської області. Населення становить 516 осіб. Село у складі Мізоцької селищної громади, раніше було центром Маломощаницької сільської ради.

## Географія
Селом протікає річка Піщанка.

## Історія
У 1906 році село Будеразької волості Дубенського повіту Волинської губернії. Відстань від повітового міста 18 верст, від волості 15. Дворів 151, мешканців 1016.
Є Свято-Михайлівська церква ПЦУ (номер громади 22577792), а також новозбудована Свято-Михайлівська церква УПЦ МП (номер зареєстрованої громади 38067297), освячена 19 листопада 2017 року.

## Населення
Згідно з переписом УРСР 1989 року чисельність наявного населення села становила 940 осіб, з яких 437 чоловіків та 503 жінки.
За переписом населення України 2001 року в селі мешкали 703 особи.

### Мова
Розподіл населення за рідною мовою за даними перепису 2001 року:
| Мова       | Відсоток |
| ---------- | -------- |
| українська | 99,72 %  |
| білоруська | 0,14 %   |
| російська  | 0,14 %   |

## Пам'ятки
- Мощаницький заказник — ентомологічний заказник місцевого значення.

## Відомі люди

### Народились
- Євлогій (Пацан) — архієрей Української православної церкви Московського патріархату, єпископ Новомосковський, вікарій Дніпропетровської єпархії УПЦ Московської патріархії.